# Mayumi Uchida
Pour les articles homonymes, voir Uchida.
Mayumi Uchida (内田眞由美, Uchida Mayumi, née le 27 décembre 1993 à Tōkyō, au Japon) est une chanteuse et idole japonaise, membre du groupe de J-pop AKB48 (team K). Elle est sélectionnée en mai 2008.